# Маленькі зелені чоловічки (Цілком таємно)

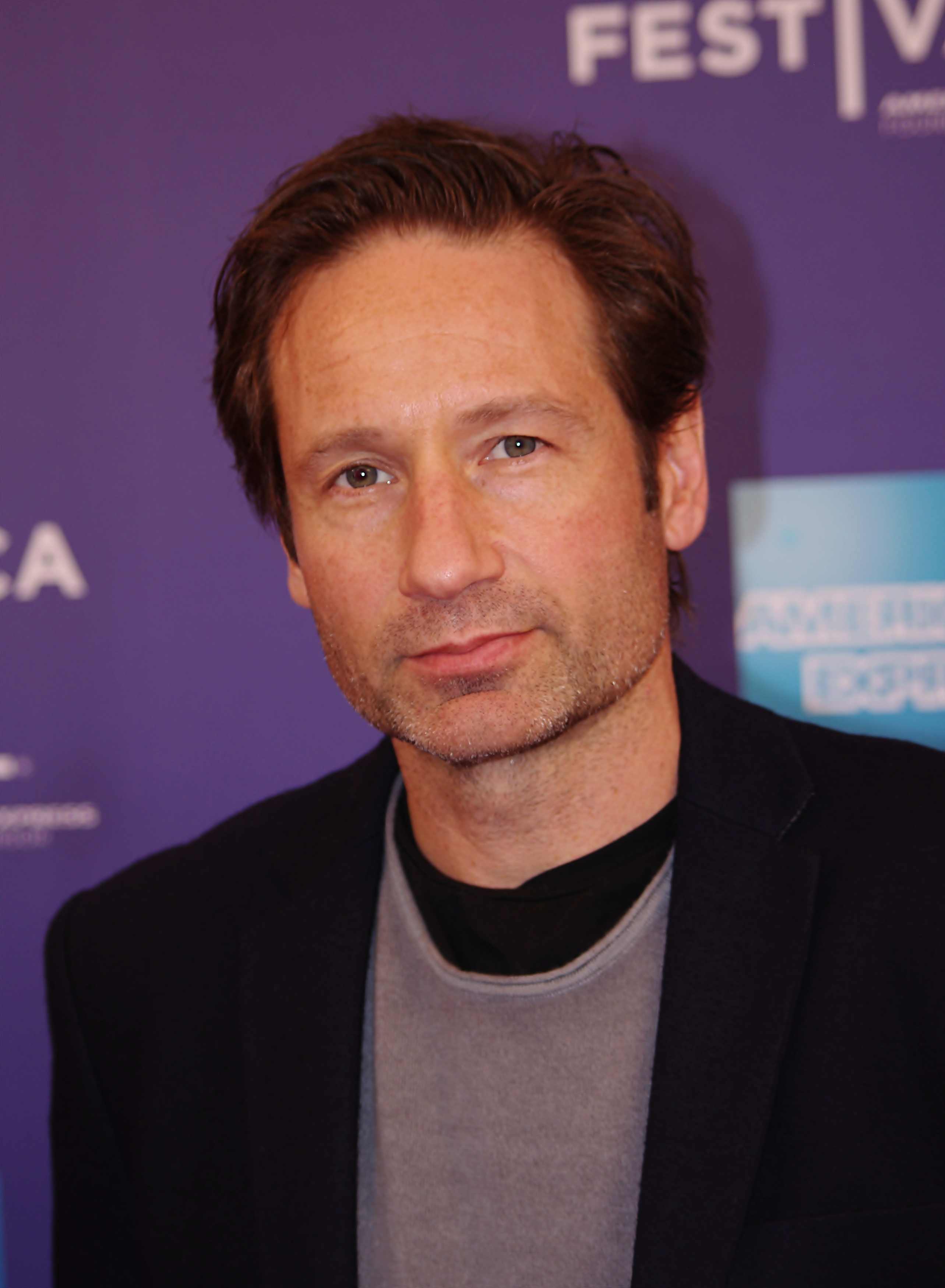

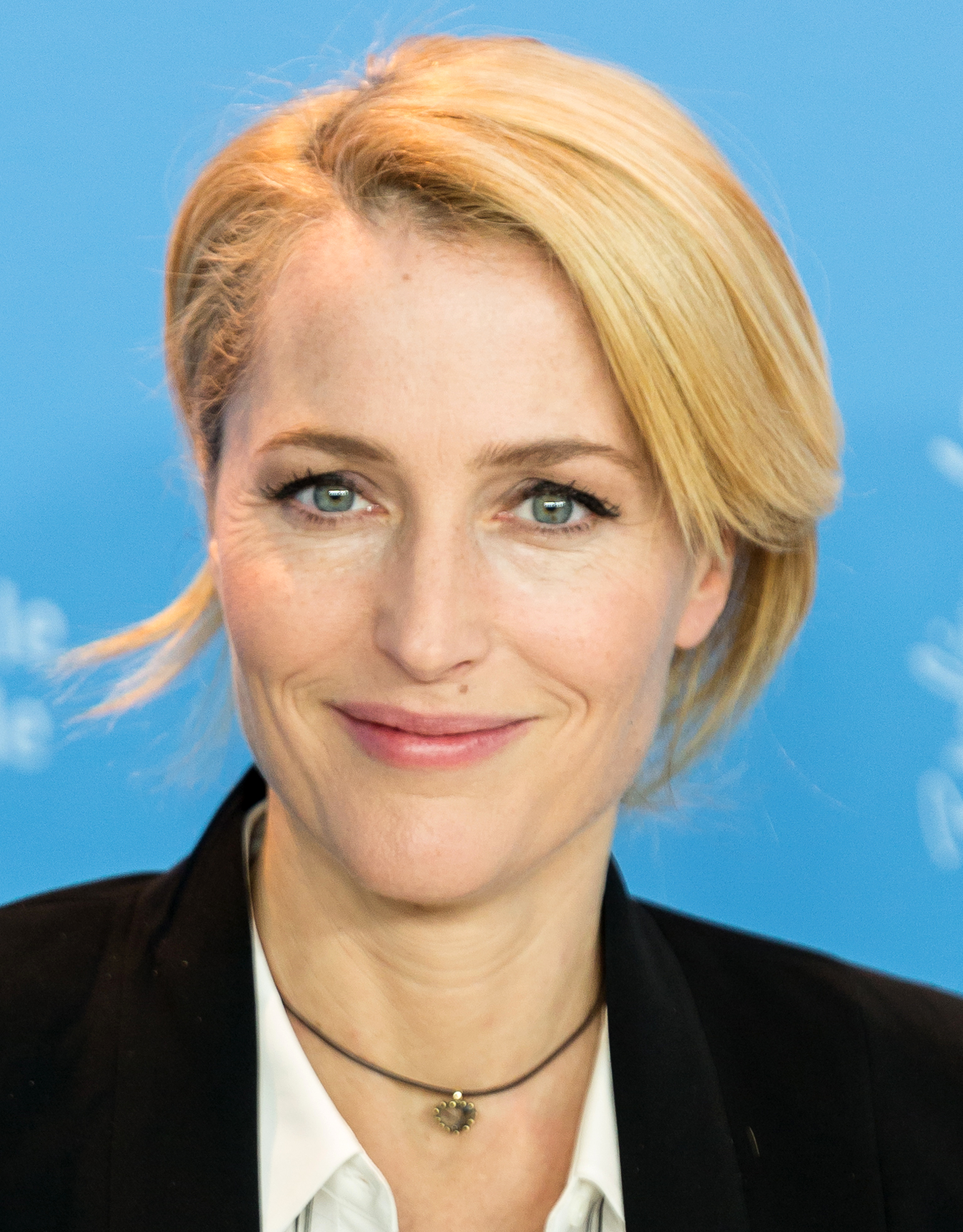

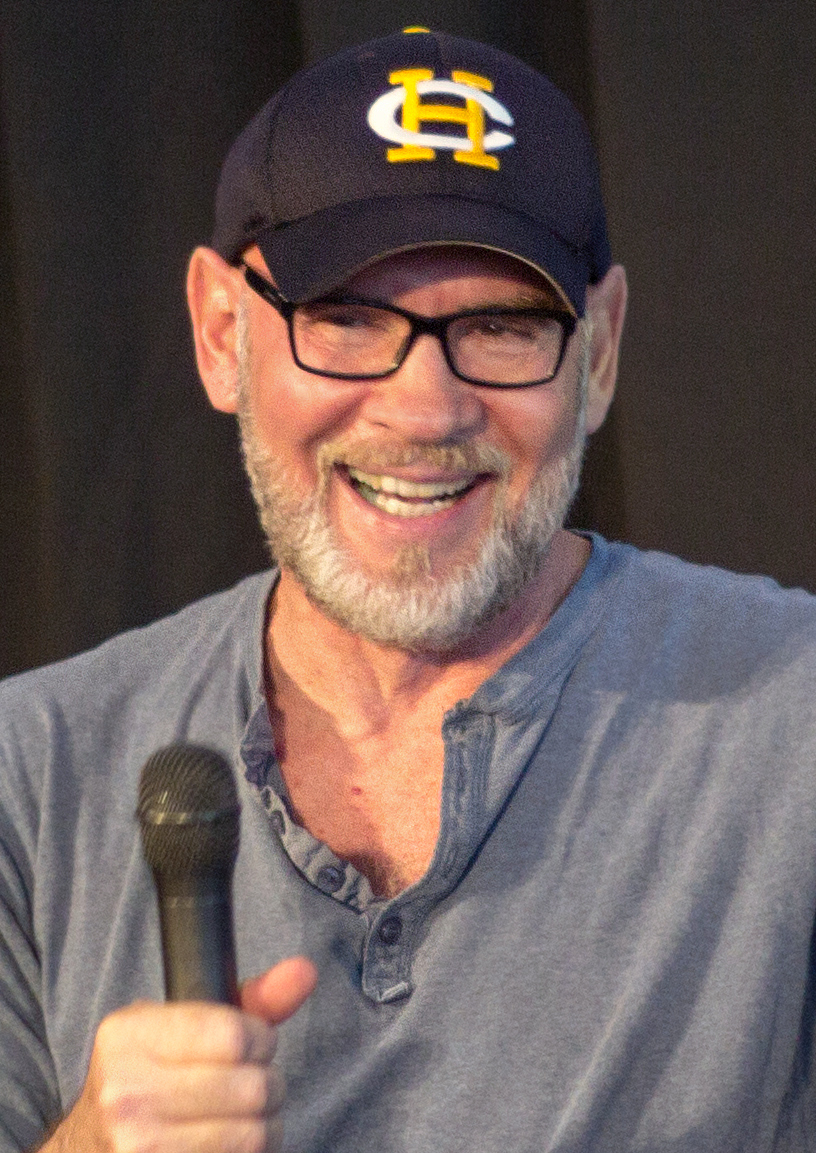

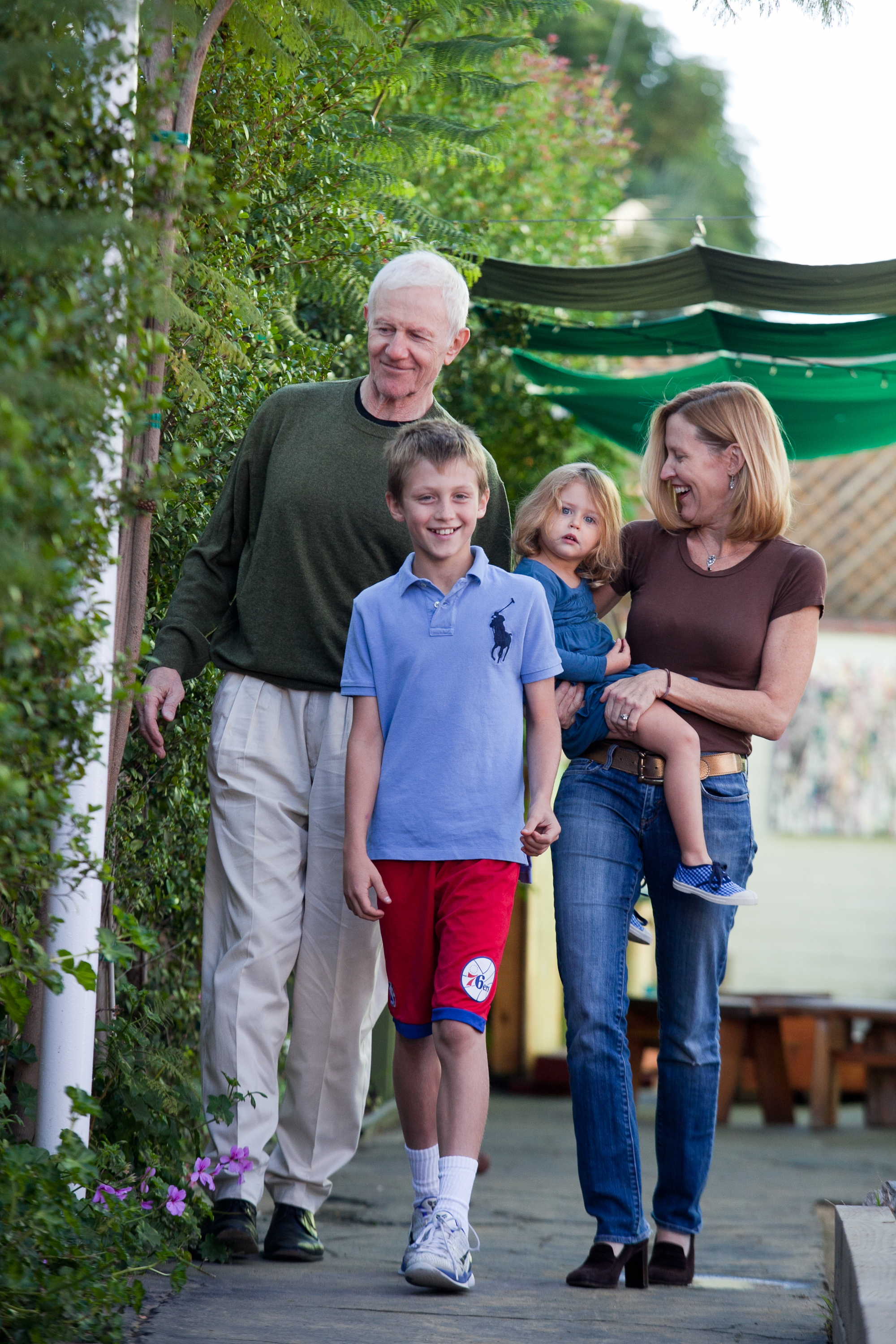

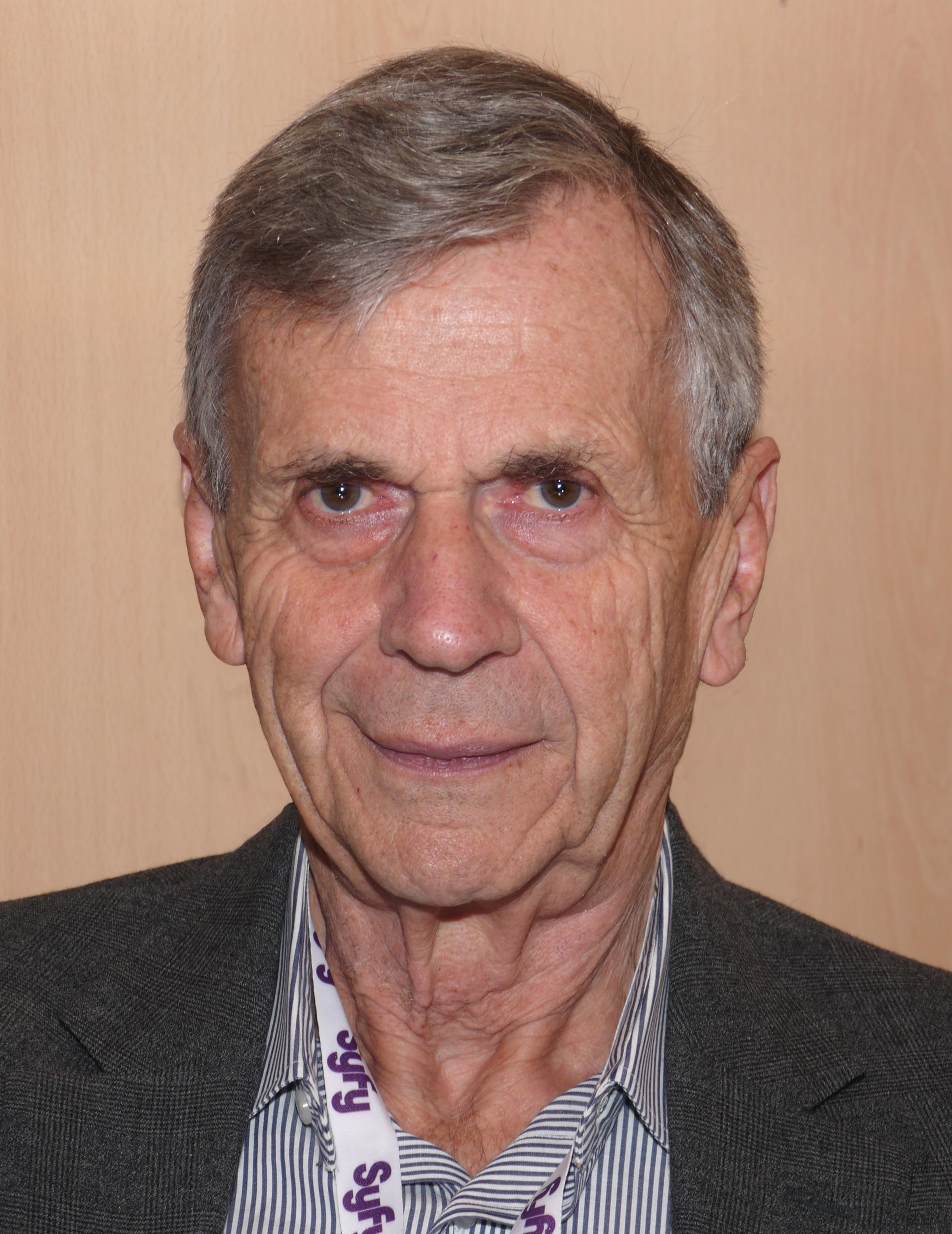

Маленькі зелені чоловічки (Little Green Men) — перша частина другого сезону серіалу «Цілком таємно» («Секретні матеріали»).

## Короткий зміст
Фокс Малдер оповідає історію програми «Вояджер» Національного управління повітроплавання та дослідження космічного простору і вже неіснуючої програми прослуховування високочастотних електромагнітних сигналів, котрі були розроблені для пошуків позаземних форм життя в далекому космосі. 1977 року були запущені «Вояджер-1» і «Вояджер-2»; після цього не було відправлено жодного іншого послання — науковці вирішили слухати. 1993 року Сенат США прийняв поправку про припинення проекту.
На законсервованій обсерваторії в Аресібо (Пуерто-Рико), котра використовувалася для відсилання послань в космос, несподівано активується все обладнання — воно отримало відповідь від позаземного розуму.
З часу закриття проекту «Секретні матеріали» ФБР розділило агентів Малдера й Скаллі. Агентка Дейна викладає патологоанатомію в академії Квантіко та на одній з лекцій задумується про Малдера. Колеги таємно зустрічаються на паркувальному майданчику Вотергейтського готелю.
Малдер оповідає, що йому доручили здійснювати електронне стеження за фінансовими шахраями та здирниками. Скаллі дивується тому, що Малдер нібито втратив зацікавленість до «Цілком таємно» та не бажає з нею спілкуватися. Малдер оповідає про історію Паломарської обсерваторії й Джорджа Гейла та видіння йому ельфа. Фокс зізнається, що з убивством «Глибокої горлянки» почав втрачати свою віру в надзвичайні явища. Бути просто свідком подій недостатньо, йому необхідні вагомі докази. Дейна нагадує йому про сестру Саманту, викрадену в дитинстві іншопланетянами, однак Малдер починає сумніватися в реальності й цієї події. Скалли йде, переконуючи Малдера не здаватися. Тим часом Фокс поринає в дитячі спогади про зникнення сестри. Уві сні йому пригадується історія викрадення іншоземними істотами його сестри.
В швидкому часі Малдера викликають на зустріч з новим союзником — сенатором Річардом Матесоном. В Капітолії сенатор захоплено оповідає про своє бажання здійснення першого контакту та пропонує Фоксу поїхати в Аресібо, де Малдер зміг би продовжити пошуки істини, а сенатор своєю чергою намагатиметься затримати команду Блакитних беретів (з відділу протидії НЛО), котру через 24 години відправлять на ліквідацію лабораторії.
Малдер вирушає на супутникову станцію в Пуерто-Рико до іоносферної обсерваторії Аресібо. Скаллі в помешканні Малдера при застосуванні пароля «не вірю нікому» розшифровує записи із галактичними даними — в цьому часі заходять агенти стеження. Скаллі зуміла винести із собою розпечатку.
Здійснюючи обстеження та записуючи на диктофон побачене він виявляє у одній з лабораторій іспанця Хорхе Консепсьйон, він малює лице прибульця та стверджує, що бачив їх.
Скаллі, занепокоєна зникненням Малдера, намагається його розшукати. Вона із роздруківкою відвідує морську обсерваторію; науковець поглянувши в роздруківку стверджує — це сигнал «Блиск» і його задіяно 1977 року в Аресібо. Переглядаючи перелік тих, що вилетіли із Вашингтону, Дейна виявляє пасажира, котрий вирушив до Пуерто-Рико під студентським прізвиськом Малдера — Бетті Ґрант.
Малдер знаходить сигнал, котрий імовірно є посланням позаземного розуму та запущений з позамісячної орбіти. Хорхе натискає клавішу і лунає звук від якого закладає вуха; Хорхе наполягає утекти з приміщення — під час шторму. Малдер кидається за ним та знаходить іспанця померлим від переляку із судомно випрямленими перед собою в захисті руками. Скаллі рушає в аеропорт, аби вирушити в Пуерто-Рико, однак розуміє, що за нею ведеться стеження. Агентка дзвонить на телефон Малдера й лишає повідомлення — його записує перебуваючий в кімнаті агент стеження. Дейні вдається відірватися від переслідувачів, вона вилітає пізнішим рейсом.
Малдер обстежує тіло Хорхе, у трупа спостерігається задубіння — хоча пройшло не більше години — тим часом кімната починає рухатися, труп трясеться на столі, прилад починає знову щось друкувати. Двері за Малдером зачиняються, знадвору струменить сліпуче світло а у відчинених дверях з'являється фігура прибульця.
Скаллі знаходить Малдера без свідомості, Фокс повідомляє про появу прибульця та кидається знімати записи приладів і шукати сигнали — докази існування іншопланетян. В цьому часі прибуває команда Блакитних беретів, агентам доводиться рятуватися втечею під обстрілом, агенти встигли забрати із собою лише одну бобіну.
Після повернення до Вашингтону Волтер Скіннер та «Курець» шпетять Малдера за самовільне зникнення. Фокс повідомляє, що хоча він й заслуговує покарання, однак по доручених йому справах знайдено багато доказів, проте до них не було проявлено ніякої уваги. Також Малдер повідомляє, що навіть його зникнення відбулося б непомітно, якби телефон Фокса не прослуховувався незаконно Скіннером. Скіннер вимагає щоб Курець вийшов та приймає рішення не карати Малдера.
Досліджуючи здобуту плівку, Фокс виявляє, що дані на ній стерті. Скаллі висловлює припущення, що це могло статися внаслідок стрибка напруги в часі бурі. У Малдера нема жодного доказу. Знову почавши прослуховувати шахраїв, Малдер признається Скаллі — він щиро радий не втратити її.

## Знімались
| Актор              | Роль                |
| ------------------ | ------------------- |
| Девід Духовни      | Фокс Малдер         |
| Джилліан Андерсон  | Дейна Скаллі        |
| Вільям Б. Девіс    | Курець              |
| Мітч Піледжі       | Волтер Скіннер      |
| Ванесса Морлі      | Саманта Малдер      |
| Реймонд Джон Баррі | Річард Метсон       |
| Майк Гомес         | Джордж Консепськйре |
| Леслі Карсон       | Тройскі             |
| Фульвіо Чечере     | Ейд                 |
| Ліса Енн Бейлі     | студентка           |

## Принагідно
- Little Green Men
- Little Green Men